# Operacja Ja’el
Operacja Ja’el (hebr. מבצע חירם, Miwca Ja’el) – izraelska operacja wojskowa przeprowadzona podczas I wojny izraelsko-arabskiej w dniach 22–23 października 1948 roku przeciwko siłom Arabskiej Armii Wyzwoleńczej w rejonie kibucu Menara. Operacja była prowadzona na północnym froncie walk. Całość operacji zakończyła się porażką Izraelczyków.

## Tło wydarzeń
Podczas I wojny izraelsko-arabskiej siły Arabskiej Armii Wyzwoleńczej koncentrowały swoją działalność w Galilei. Dowodzący nią Fauzi al-Kawukdżi podlegał rozkazom Ligi Państw Arabskich, chociaż w rzeczywistości współpracował z wojskowym dowództwem Syrii i Libanu. W wyniku izraelskiej operacji „Dekel” (9–18 lipca 1948 r.) poniósł on dużą klęskę i musiał wycofać się z Dolnej Galilei i Zachodniej Galilei do Górnej Galilei i południowego Libanu.

Podczas trzeciej fazy wojny większość działań militarnych była skoncentrowana na froncie południowym, gdzie w wyniku izraelskiej operacji „Jo’aw” (15-22 października) wojska egipskie poniosły poważne straty. Największym sukcesem Izraelczyków było utworzenie korytarza komunikacyjnego łączącego żydowską enklawę na pustyni Negew z resztą kraju. Jednocześnie przecięto główne drogi zaopatrzenia wojsk egipskich, rozdzielając ich skrzydło wschodnie od zachodniego. Zajęcie miasta Beer Szewa tworzyło zagrożenie odcięcia całego wschodniego skrzydła egipskich wojsk. Równolegle prowadzono na froncie centralnym operację „Ha-Har” i operację „Jekew”. Izraelczycy prowadzili przy tym działania niezwykle ostrożnie, usiłując za wszelką cenę nie dopuścić do sprowokowania jordańskiego Legionu Arabskiego. Premier Dawid Ben Gurion powiedział: 
„Jeśli walki ograniczą się do południa, czyli jeśli Irakijczycy, Syryjczycy i Jordańczycy nie będą interweniowali, będziemy mogli przejąć kontrolę nad całym Negewem, Morzem Martwym, a następnie dojść na południe do Morza Czerwonego. Możemy również zająć Hebron i Betlejem.”.
To właśnie z tego powodu na froncie północnym Izraelczycy przyjęli postawę defensywną, unikając jakichkolwiek starć z Syryjczykami lub Irakijczykami. Dochodziło jedynie do sporadycznych incydentów pomiędzy defensywnie zachowującymi się izraelskimi oddziałami a usiłującymi atakować żydowskie konwoje z zaopatrzeniem, oddziałami Arabskiej Armii Wyzwoleńczej. W dniu 22 października 1948 roku wszedł w życie trzeci rozejm narzucony przez Radę Bezpieczeństwa ONZ. Dowodzący Arabską Armią Wyzwoleńczą, Fauzi al-Kawukdżi postanowił wykorzystać tę sytuację i śmiałym atakiem powiększyć kontrolowany przez siebie obszar. Spodziewał się przy tym, że Izraelczycy będą całkowicie zaskoczeni atakiem, i z powodu zawieszenia broni nie przeprowadzą żadnego kontrataku. Oczekiwał on szybkiego i łatwego zwycięstwa. Siły Arabskiej Armii Wyzwoleńczej były w owym czasie w następujący sposób rozlokowany:
- 1 Regiment Jarmouk – posiadał trzy bataliony dowodzone przez Mohammeda Safe. Zajął on pierwszą linię obrony na linii Ajlabun – Sachnin – Madżd al-Krum.
- 2 Regiment Jarmouk – posiadał trzy bataliony dowodzone przez Mahdi Saleh al-Anani. Zajął on pozycje na zachód od Doliny Hula.
- Regiment Alawites – dowodzony przez Ghassana. Zajął pozycje w rejonie Safedu, pomiędzy wioskami Mirun a Sa’sa.
- 3 Regiment Jarmouk – dowodzony przez Ghassana Daugh. Zajął pozycje na terytorium południowego Libanu, w rejonie wioski Majs al-Dżabal.
- 8 Regiment – dowodzony przez Adnan al-Maliki. Był przygotowany do prowadzenia działań operacyjnych[2].

W nocy z 21 na 22 października Fauzi al-Kawukdżi rozkazał 8 Regimentowi przeprowadzić atak w rejonie przygranicznego kibucu Menara. Atak był całkowitym zaskoczeniem dla Izraelczyków, którzy utracili ufortyfikowane pozycje obronne na górze Har Szina’an (wysokość 902 metr n.p.m.). Pozycji tej bronił pluton uzbrojony zaledwie w dwa karabiny maszynowe i jeden granatnik przeciwpancerny PIAT. Wobec przewagi nacierających Arabów, żołnierze wycofali się do pobliskiego kibucu Menara, który znalazł się w otoczeniu. Dowodzący Brygadą Karmeli, Mordechaj Maklef postanowił odzyskać utracone pozycje i usunąć oblężenie kibucu Menara. Powstał w ten sposób plan operacji „Ja’el”, która zakładała, że Arabowie nie będą w stanie przeciwstawić się działaniom żydowskich sił zmechanizowanych. Wniosek ten wyciągnięto z przebiegu wcześniej operacji „Dekel”. Założenie to okazało się błędne, ponieważ strona arabska również reorganizowała i dozbrajała swoje siły.

## Układ sił

### Siły arabskie
Siły arabskich użyte podczas walk w rejonie kibucu Menara składały się z 8 Regimentu, liczącego około 500 arabskich ochotników.

### Siły żydowskie
Do przeprowadzenia operacji „Ja’el” wyznaczono jeden batalion z Brygady Karmeli.

## Przebieg operacji
Operacja rozpoczęła się rankiem 22 października 1948 roku. O godzinie 8:00 rano ze zniszczonej arabskiej wioski an-Nabi Jusza wyruszył w kierunku kibucu Menara konwój samochodów pancernych i jeepów. W odległości około 2,5 kilometra na północ od kibucu Jiftach pierwszy samochód pancerny wjechał na minę lądową. Równocześnie ogień otworzyli ukryci wokół drogi Arabowie. W wyniku starcia Izraelczycy stracili 9 zabitych, oraz cztery samochody pancerne i jeepy.
Wobec tej porażki, Mordechaj Maklef zdecydował się na realizację alternatywnego planu. Od północnego wschodu natarcie miała przeprowadzić kompania piechoty z 22 Batalionu Brygady Karmeli. W nocy z 22 na 23 października siły izraelskie zgromadziły się w zniszczonej wiosce al-Khalisa. Żołnierze byli wyczerpani i ich dowódca poprosił dowództwo brygady o zgodę na odroczenie operacji. Argumentował on, że żołnierze są przemęczeni, a Arabowie zajmują dobrze ufortyfikowane pozycje w górzystym terenie i spodziewają się kontrataku. Dowództwo jednak odrzuciło tę prośbę. O godzinie 4:40 rano rozpoczęło się natarcie, które szybko utknęło pod ogniem karabinów maszynowych. Izraelczycy musieli wycofać się, ponosząc straty.

## Reakcje i następstwa
Operacja „Ja’el” zakończyła się porażką Izraelczyków. Arabska Armia Wyzwoleńcza zajęła ważną strategicznie górę, nie zdołała jednak osiągnąć żadnych innych większych sukcesów taktycznych. W wyniku tej porażki, szef Północnego Dowództwa Mosze Karmel postanowił w najbliższym czasie przeprowadzić dużą operację wojskową, której celem miało być nie tylko odblokowanie kibucu Menara, ale zdobycie wszystkich arabskich wiosek i usunięcie Arabskiej Armii Wyzwoleńczej z Galilei. W rezultacie przystąpiono do przygotowań planu operacji „Hiram”.